# حكم بلانكو
قرار بلانكو (بالفرنسية: Arrêt Blanco)‏ هو حكم لمحكمة النزاعات الفرنسية بتاريخ 08 فبراير 1873، يعد نقطة الأساس والبداية للوجود الحقيقي والواقعي للقانون الإداري، وتتالت بعده الأحكام واستقرت المبادئ القانونية لتشكل دعائم وأسساً لـلقانون الإداري في فرنسا.
إن محكمة التنازع الفرنسية بموجب قرار بلانكو قد قررت من جهة مسؤولية الدولة عن الأضرار الناجمة عن المرافق العامة، ومن جهة أخرى اختصاص القضاء الإداري بالفصل في المنازعات المتعلقة بها.

## خلفية
تتمثل الواقعة في أن الطفلة أنياس بلانكو (بالفرنسية: Agnès Blanco)‏ تعرضت لحادث سير الذي كان طرفه الأخر ناقلة بريدية تابعة للدولة، حيث جُرحت بفعل حادث اصطدامها بعربة من شركة فرنسية لصناعة التبغ فرفع والدها دعواه أمام المحاكم العادية للمطالبة بتحميل الدولة المسؤولية المدنية عن الضرر اعتمادا على المواد 1382 إلى 1384 من القانون المدني. ورفع الأمر إلى محكمة التنازع التي أسندت الاختصاص إلى القضاء الإداري للفصل في النزاع. و بذلك أقر قرار بلانكو مسؤولية الدولة ووضع حدّا للمفهوم القديم القاضي بعدم مسؤوليتها، غير أنه أخضع هذه المسؤولية لنظام خاص يميزها عن المبادئ الواردة في القانون المدني في باب المسؤولية بين الأفراد وذلك بفعل حاجيات المرفق العام. 
و النتيجة التي ترتبت على ذلك هي اختصاص القضاء الإداري في هذا الشأن تطبيقا لقانون 16 و 24 أغسطس 1790 الذي يمنع على المحاكم العادية التدخل بأي شكل كان في عمل الجهاز الإداري.

## آثار قضية بلانكو
إذا كان قرار بلانكو يعتبر من بين القرارات المُنشئة للقضاء الإداري فإن التطورات اللاحقة للاجتهاد القضائي قد أدت إلى تغيير القواعد المعمول بها، ومن ذلك أن المرفق العام لم يعد هو المعيار المتميز لتحديد الاختصاص النوعي وبالخصوص النزاعات المتعلقة بالمؤسسات العامة ذات الطابع الاقتصادي والتجاري التي أصبحت من اختصاص القضاء العادي. كما أن المشرع قد تدخل في بعض الميادين لتوزيع الاختصاص مثل قانون 31 ديسمبر 1957 الذي أحال على المحاكم العادية منازعات الأضرار التي تتسبب فيها المركبات (مثل قضية بلانكو).
و قد تكَوّن قانون المسؤولية الإدارية منذ قرار بلانكو على أسُس قضائية بالدرجة الأولى، وبصفة متميزة عن القانون المدني، غير أن النتائج المتوصل إليها لم تكن حتما مغايرة للحلول التي توصل إليها القاضي العادي، كما أنه لم يقع استبعاد قواعد القانون المدني ومبادئه بصفة كلية.

و إذا كانت مِيزة القضاء الإداري في البداية تتمثل في غياب الطابع العام والمطلق لمسؤولية الدولة، فإن هذه الأخيرة قد توسعت شيئا فشيئا إلى غاية إقرار المسؤولية دون خطأ، سواء بناءً على المخاطر أو على اختلال المساواة أمام الأعباء العامة، وبذلك ظهر نظام مناسب للضحايا أكثر من القانون المدني.